# بورمیستر (کالیفرنیا)
بورمیستر (به انگلیسی: Bormister) یک منطقهٔ مسکونی در ایالات متحده آمریکا است که در شهرستان مودوک، کالیفرنیا واقع شده‌است. بورمیستر ۱٬۳۳۳ متر بالاتر از سطح دریا واقع شده‌است.